# Отдел исследований, информации и коммуникаций
Отдел исследований, информации и коммуникаций (англ. Research, Information and Communications Unit, сокр. Ricu) — британская правительственная организация, ответственная за стратегические коммуникации в Министерстве внутренних дел Великобритании.

## Цели
Целевой аудиторией Ricu являются британские мусульмане, преимущественно мужчины, в возрасте от 15 до 39 лет. Ricu добивается «изменения отношения и поведения» среди молодых британских мусульман в рамках программы противодействия радикализации. Она является частью стратегических коммуникаций правительства, которые описываются как «систематическое и скоординированное использование всех средств коммуникации для достижения целей национальной безопасности Великобритании путем воздействия на отношение и поведение отдельных лиц, групп и государств».

## Программы
В Ricu работают социальные психологи и антропологи, а также специалисты по борьбе с терроризмом.
«Помощь для Сирии» — это программа Ricu, направленная на «оказание влияния на взгляды молодых британских мусульман»". Одной из задач программы также называется сбор средств для сирийских беженцев. Сотрудники Ricu беседовали с тысячами студентов-мигрантов и распространяли листовки по 760 000 адресам, не раскрывая при этом своих связей с правительством. Пирс Робинсон описал это как пример чёрной пропаганды, «в которой доверие заслуживается путем сокрытия источника информации».
Сотрудники Ricu также следят за общением мигрантов в социальных сетях и на форумах для «отслеживания смены риторики».
Большая часть работы Ricu передана на аутсорсинг лондонской коммуникационной компании BreakthroughMediaNetwork. В рамках контракта с Рикуона организует мероприятия в школах и университетах и тесно сотрудничает с рядом местных мусульманских организаций для распространения информации, направленной на борьбу с экстремизмом.